# Орешене (Силистренская область)
Орешене (болг. Орешене) — село в Болгарии. Находится в Силистренской области, входит в общину Дулово. Население составляет 414 человек.

## Политическая ситуация
В местном кметстве Орешене, в состав которого входит Орешене, должность кмета (старосты) исполняет Динчер Зифула Закир (Движение за права и свободы (ДПС)) по результатам выборов правления кметства.
Кмет (мэр) общины Дулово — Митхат Мехмед Табаков (Движение за права и свободы (ДПС)) по результатам выборов в правление общины.